# Episodi di Hotel 13 (prima stagione)
La prima stagione di Hotel 13 è stata trasmessa in Germania a partire dal 3 settembre 2012 fino al 26 aprile 2013. In Italia è stata trasmessa su Rai Gulp a partire dal 12 febbraio 2016. La serie è suddivisa in tre parti:

## Prima parte:L'avventura ha inizio
| N° | Titolo originale                 | Titolo italiano                      | Prima TV Germania | Prima TV Italia  |
| -- | -------------------------------- | ------------------------------------ | ----------------- | ---------------- |
| 1  | Willkommen im Hotel 13           | Hotel 13                             | 3 settembre 2012  | 12 febbraio 2016 |
| 2  | Die Diva                         | La mappa                             | 3 settembre 2012  | 12 febbraio 2016 |
| 3  | Die Tür                          | La rivelazione di Tom                | 4 settembre 2012  | 13 febbraio 2016 |
| 4  | Eine tolle Überraschung          | L'invidia di Jack                    | 5 settembre 2012  | 13 febbraio 2016 |
| 5  | Mysteriöse Geräusche             | Tutto è bene quel che finisce bene   | 6 settembre 2012  | 14 febbraio 2016 |
| 6  | Die Wand                         | La porta della camera 13             | 10 settembre 2012 | 14 febbraio 2016 |
| 7  | Die Zahlenkombination            | Jack sotto accusa                    | 11 settembre 2012 | 15 febbraio 2016 |
| 8  | Ein Strich in der Rechnung       | L'unione fa la forza                 | 12 settembre 2012 | 15 febbraio 2016 |
| 9  | Oh, Oh Zauberei                  | Lo spettacolo di magia               | 13 settembre 2012 | 16 febbraio 2016 |
| 10 | Jukebox                          | L'ascensore                          | 14 settembre 2012 | 16 febbraio 2016 |
| 11 | Der Schlüssel                    | Apprendista mago                     | 17 settembre 2012 | 17 febbraio 2016 |
| 12 | Schuldgefühle                    | La verità ti salverà                 | 18 settembre 2012 | 17 febbraio 2016 |
| 13 | Cupido                           | Una punizione per Victoria           | 19 settembre 2012 | 18 febbraio 2016 |
| 14 | Unglück                          | La nave cupido                       | 20 settembre 2012 | 18 febbraio 2016 |
| 15 | Wo ist der Schlüssel?            | La chiave è nostra!                  | 21 settembre 2012 | 19 febbraio 2016 |
| 16 | Drauf und Drunter                | Il tempo corre…. all'indietro        | 24 settembre 2012 | 19 febbraio 2016 |
| 17 | Sanduhr                          | Bastoncini d'ovatta e metal detector | 25 settembre 2012 | 20 febbraio 2016 |
| 18 | Das große Geheimnis              | Anche i muri hanno le orecchie       | 26 settembre 2012 | 20 febbraio 2016 |
| 19 | Ein gutes Versteck               | Quiz alla crema di ceci              | 27 settembre 2012 | 21 febbraio 2016 |
| 20 | Kettenreaktion                   | Il quiz è salvo!                     | 28 settembre 2012 | 21 febbraio 2016 |
| 21 | Müßiggang                        | La grande sfera                      | 1 ottobre 2012    | 22 febbraio 2016 |
| 22 | Der Superstar                    | Un film nell'hotel                   | 2 ottobre 2012    | 22 febbraio 2016 |
| 23 | Das Kaninchen-Geheimnis          | La macchina fabbrica conigli         | 3 ottobre 2012    | 23 febbraio 2016 |
| 24 | Antwortsuche                     | Il telo nel corridoio                | 4 ottobre 2012    | 23 febbraio 2016 |
| 25 | Tom an Enterprise                | Le riprese                           | 5 ottobre 2012    | 24 febbraio 2016 |
| 26 | Kaninchenpost                    | Il biglietto                         | 8 ottobre 2012    | 24 febbraio 2016 |
| 27 | Die letzte Uhr                   | La sorpresa di Victoria              | 9 ottobre 2012    | 25 febbraio 2016 |
| 28 | Zauber Magic                     | In viaggio nel tempo                 | 10 ottobre 2012   | 25 febbraio 2016 |
| 29 | 1927                             | La rivincita di Jack                 | 11 ottobre 2012   | 26 febbraio 2016 |
| 30 | Zeitreisen, Magie und Fischreste | Sulle tracce di Magelaan             | 12 ottobre 2012   | 26 febbraio 2016 |
| 31 | Die Strandparty                  | Flo babysitter                       | 15 ottobre 2012   | 27 febbraio 2016 |
| 32 | Kostümparade                     | La fuga di Lucas                     | 16 ottobre 2012   | 27 febbraio 2016 |
| 33 | Das große Schaumbad              | I dubbi di Richard                   | 17 ottobre 2012   | 28 febbraio 2016 |
| 34 | Planänderung                     | Serata fra amici                     | 18 ottobre 2012   | 28 febbraio 2016 |
| 35 | Fehlender Blick                  | Liv e il bolero                      | 19 ottobre 2012   | 29 febbraio 2016 |
| 36 | Keine Liebe ohne Liebesbaum      | L'albero dell'amore                  | 22 ottobre 2012   | 29 febbraio 2016 |
| 37 | Fusion-Küche                     | Gli esperimenti di Lenny             | 23 ottobre 2012   | 1º marzo 2016    |
| 38 | Erste Verhandlungen              | Colpo di fulmine                     | 24 ottobre 2012   | 1º marzo 2016    |
| 39 | Die Karte von 1850               | Un fallimento fusion                 | 25 ottobre 2012   | 2 marzo 2016     |
| 40 | Geheime Reisepläne               | In amore niente regole               | 26 ottobre 2012   | 2 marzo 2016     |

## Seconda parte:Il mistero della macchina del tempo
| N° | Titolo originale                     | Titolo italiano                          | Prima TV Germania | Prima TV Italia |
| -- | ------------------------------------ | ---------------------------------------- | ----------------- | --------------- |
| 41 | Der Münzensammler                    | Nelle mani sbagliate                     | 29 ottobre 2012   | 3 marzo 2016    |
| 42 | Das mysteriöse Foto                  | Una strana foto                          | 30 ottobre 2012   | 3 marzo 2016    |
| 43 | Fotobearbeitung                      | Una foto senza tempo                     | 31 ottobre 2012   | 4 marzo 2016    |
| 44 | Kochender Houdini                    | La foto misteriosa                       | 1 novembre 2012   | 4 marzo 2016    |
| 45 | Die Wahrheit                         | Il misterioso Danny                      | 2 novembre 2012   | 5 marzo 2016    |
| 46 | Professor T. Magellan                | Flo è dolce come il miele                | 5 novembre 2012   | 5 marzo 2016    |
| 47 | Sportlicher Münzklau                 | Se son rose fioriranno                   | 6 novembre 2012   | 6 marzo 2016    |
| 48 | Die Beobachter                       | Cha – cha – cha                          | 7 novembre 2012   | 6 marzo 2016    |
| 49 | Morddrohungen                        | Se cambia il passato, cambia il presente | 8 novembre 2012   | 7 marzo 2016    |
| 50 | Der Schmetterlingseffekt             | La teoria dell'effetto farfalla          | 9 novembre 2012   | 7 marzo 2016    |
| 51 | Diebe im Hotel                       | Il piano della Foster                    | 12 novembre 2012  | 8 marzo 2016    |
| 52 | Anti-Frosta-Verschwörung             | Una nuova coppia                         | 13 novembre 2012  | 8 marzo 2016    |
| 53 | Seriöse Käufer                       | Un nuovo piano                           | 14 novembre 2012  | 9 marzo 2016    |
| 54 | Neue Liebe                           | Il ritorno di Magelaan                   | 15 novembre 2012  | 9 marzo 2016    |
| 55 | Süßigkeiten am Strand                | L'ossessione per le invenzioni           | 16 novembre 2012  | 10 marzo 2016   |
| 56 | Schockierende Pläne                  | Per noi niente è impossibile             | 19 novembre 2012  | 10 marzo 2016   |
| 57 | Glück für die Leopolds               | Una notte buia e tempestosa              | 20 novembre 2012  | 11 marzo 2016   |
| 58 | Blitzschlag                          | Niente paura, zia                        | 21 novembre 2012  | 11 marzo 2016   |
| 59 | Hilferufe                            | Il disegno della signora Hennings        | 22 novembre 2012  | 12 marzo 2016   |
| 60 | Der Keks-Test                        | Star total show                          | 23 novembre 2012  | 12 marzo 2016   |
| 61 | Victorianische Wärme                 | La gelosia di Anna                       | 26 novembre 2012  | 13 marzo 2016   |
| 62 | Ruths andere Seite                   | L'ipnosi                                 | 27 novembre 2012  | 13 marzo 2016   |
| 63 | Hypnose                              | Un nuovo Flo                             | 28 novembre 2012  | 14 marzo 2016   |
| 64 | Hohes Fieber                         | L'urlo di Anna                           | 29 novembre 2012  | 14 marzo 2016   |
| 65 | Der Kuss                             | Un'amica vera                            | 30 novembre 2012  | 15 marzo 2016   |
| 66 | Liebeschaos                          | False promesse                           | 3 dicembre 2012   | 15 marzo 2016   |
| 67 | Die Warnung                          | Una seconda moneta                       | 4 dicembre 2012   | 16 marzo 2016   |
| 68 | Das letzte Bauteil                   | L'ultimo pezzo della macchina            | 5 dicembre 2012   | 16 marzo 2016   |
| 69 | Feueralarm                           | L'incontro                               | 6 dicembre 2012   | 17 marzo 2016   |
| 70 | Der Unfall                           | Teletrasporto                            | 7 dicembre 2012   | 17 marzo 2016   |
| 71 | Diagnosen                            | Lenny, il peso piuma                     | 18 febbraio 2013  | 18 marzo 2016   |
| 72 | Neue Hilfe                           | Ballerini solitari                       | 19 febbraio 2013  | 18 marzo 2016   |
| 73 | Gedächtnisverlust                    | L'abito non fa... la ballerina           | 20 febbraio 2013  | 19 marzo 2016   |
| 74 | Der Kutscher mit den schwarzen Augen | L'irresistibile Florentine               | 21 febbraio 2013  | 19 marzo 2016   |
| 75 | Rettungsversuche                     | C'è chi parte e c'è chi arriva           | 22 febbraio 2013  | 20 marzo 2016   |
| 76 | Die alte Schachtel                   | Anna, vecchia strega                     | 25 febbraio 2013  | 20 marzo 2016   |
| 77 | Geheimnisse                          | Spegnete il sole!                        | 26 febbraio 2013  | 21 marzo 2016   |
| 78 | Gedichte                             | Alouette, gentile Alouette               | 27 febbraio 2013  | 21 marzo 2016   |
| 79 | Neue Botschaft                       | La missione del notaio                   | 28 febbraio 2013  | 22 marzo 2016   |
| 80 | Der Notar                            | Una giornata libera                      | 1 marzo 2013      | 22 marzo 2016   |

## Terza parte:Corsa contro il tempo
| N°  | Titolo originale           | Titolo italiano                    | Prima TV Germania | Prima TV Italia |
| --- | -------------------------- | ---------------------------------- | ----------------- | --------------- |
| 81  | Das Zimmermädchen          | L'uragano Caro                     | 4 marzo 2013      | 23 marzo 2016   |
| 82  | Verhört                    | Il grande segreto di Victoria      | 5 marzo 2013      | 23 marzo 2016   |
| 83  | Code V.I.P.                | Un nuovo piano per Jack            | 6 marzo 2013      | 24 marzo 2016   |
| 84  | Unbekannt                  | Chi sei tu?                        | 7 marzo 2013      | 24 marzo 2016   |
| 85  | Die Bibliothek             | Victoria furiosa                   | 8 marzo 2013      | 25 marzo 2016   |
| 86  | Neue Jobber                | Il nuovo arrivato                  | 11 marzo 2013     | 25 marzo 2016   |
| 87  | Welcome Mr. Vice President | I disegni rivelatori               | 12 marzo 2013     | 26 marzo 2016   |
| 88  | Der doppelte Jack          | Allarme rosso                      | 13 marzo 2013     | 26 marzo 2016   |
| 89  | Strandliebe                | La verità si avvicina              | 14 marzo 2013     | 27 marzo 2016   |
| 90  | Misstrauen                 | Dov'è Anna?                        | 15 marzo 2013     | 27 marzo 2016   |
| 91  | Mutteralarm                | Il perdono                         | 18 marzo 2013     | 28 marzo 2016   |
| 92  | Dunkle Bedrohung           | Un indirizzo prezioso              | 19 marzo 2013     | 28 marzo 2016   |
| 93  | Erinnerung                 | Le idee di Liv                     | 20 marzo 2013     | 29 marzo 2016   |
| 94  | Wahre Freundschaft         | L'istruttore di surf               | 21 marzo 2013     | 29 marzo 2016   |
| 95  | Surfschule ala Flo         | Un nuovo allarme                   | 22 marzo 2013     | 30 marzo 2016   |
| 96  | Spionage                   | Il talento di Diderich             | 25 marzo 2013     | 30 marzo 2016   |
| 97  | Küchenhilfe                | Davy, il nuovo arrivato            | 26 marzo 2013     | 31 marzo 2016   |
| 98  | Verletzte Zeit             | Una lettera sospettosa             | 27 marzo 2013     | 31 marzo 2016   |
| 99  | Erpressungen               | I ricordi affiorano                | 28 marzo 2013     | 1º aprile 2016  |
| 100 | Wandcrasher                | Helena in pericolo                 | 29 marzo 2013     | 1º aprile 2016  |
| 101 | Etage Friedhof             | Jack colpisce ancora               | 1 aprile 2013     | 2 aprile 2016   |
| 102 | Alte Schätze               | Jack, smascherato                  | 2 aprile 2013     | 2 aprile 2016   |
| 103 | Fotos und Kekse            | Dilettanti                         | 3 aprile 2013     | 3 aprile 2016   |
| 104 | Streitigkeiten             | Passato e presente                 | 4 marzo 2013      | 3 aprile 2016   |
| 105 | Zukunftspläne              | Cambiamenti                        | 5 marzo 2013      | 4 aprile 2016   |
| 106 | Psychologische Hilfe       | Liv, uno zombie!                   | 8 aprile 2013     | 4 aprile 2016   |
| 107 | Flucht                     | Corri Diederich!                   | 9 aprile 2013     | 5 aprile 2016   |
| 108 | Der Zeitregler             | 2 millimetri in 5 chilometri       | 10 aprile 2013    | 5 aprile 2016   |
| 109 | Verdächtigung              | Giù le mani dalla signora Hennings | 11 aprile 2013    | 6 aprile 2016   |
| 110 | Veränderungen              | Una bomba in hotel                 | 12 aprile 2013    | 6 aprile 2016   |
| 111 | Geldnot                    | Zorba, che devo fare?              | 15 aprile 2013    | 7 aprile 2016   |
| 112 | SOS-Botschaften            | Una mano lava l'altra              | 16 aprile 2013    | 7 aprile 2016   |
| 113 | Verhandlungen              | Chi c'è nella camera 10?           | 17 aprile 2013    | 8 aprile 2016   |
| 114 | Betrug                     | Batteria scarica                   | 18 aprile 2013    | 8 aprile 2016   |
| 115 | Stromausfall               | Anna, arriviamo!                   | 19 aprile 2013    | 9 aprile 2016   |
| 116 | Entlarvt                   | L'orologio sputa monete            | 22 aprile 2013    | 9 aprile 2016   |
| 117 | Rache                      | Trattamento di bellezza            | 23 aprile 2013    | 10 aprile 2016  |
| 118 | Déjà-vu                    | Mi licenzio!                       | 24 aprile 2013    | 10 aprile 2016  |
| 119 | Die Rettung                | Per un pelo                        | 25 aprile 2013    | 11 aprile 2016  |
| 120 | Der große Abschied         | Dov'è la signora Hennings?         | 26 aprile 2013    | 11 aprile 2016  |